# Прокопяк, Януш
Януш Мацей Прокопяк (пол. Janusz Maciej Prokopiak; 19 сентября 1933, Варшава — 14 апреля 2020, Варшава) — польский политик времён ПНР, в 1975—1981 первый секретарь Радомского воеводского комитета и член ЦК ПОРП.

## Строитель и чиновник
Окончил Варшавский политехнический университет, получил специальность инженера и профессиональную степень магистра гражданского строительства. Работал в государственных строительных организациях, был заместителем председателя Центрального союза жилищно-строительных кооперативов. В 1972–1976 – председатель профсоюза работников строительной отрасли.
С 1975, как перспективный хозяйственный руководитель, был переведён на партийную работу и избран первым секретарём Радомского воеводского комитета ПОРП. На VII съезде ПОРП в декабре 1975 избран в состав ЦК. В 1976 избран в сейм ПНР (был переизбран в 1980), состоял в парламентском комитете по строительству и промышленности строительных материалов. В апреле 1980 также занял пост председателя Радомского городского совета. Был членом редакционной коллегии теоретико-политического органа ЦК Польской объединенной рабочей партии «Nowe Drogi».
Радом в 1970-х не был успешно развивающимся городом. Социальная сфера и городская инфраструктура находились в плачевном состоянии. Назначая профессионального строителя Прокопяка региональным руководителем, центральные власти рассчитывали заметно улучшить положение.

## Партийная работа

### Июньский бунт
24 июня 1976 по польскому телевидению выступил председатель Совета министров ПНР Пётр Ярошевич. Из его речи однозначно следовало, что предстоит повышение цен на продовольственные товары. Уже с утра 25 июня в Радоме, Варшаве (тракторный завод в Урсусе), Плоцке начались рабочие волнения. Наибольшего масштаба протесты достигли в Радоме.
На собравшемся у здания воеводского комитета ПОРП стихийном пятитысячном митинге прозвучало требование разговора с первым секретарём воеводского комитета ПОРП. Поначалу Прокопяк отказывался говорить с толпой и отправил на разговор второго секретаря Ежи Адамчика, но тот был освистан. Прокопяк вынужден был говорить с делегацией протестующих. После разговора, опасавшийся беспорядков в городе Прокопяк позвонил секретарю ЦК Яну Шидляку (известному своей близостью к первому секретарю ЦК партии Э. Гереку) и попросил отозвать решение о повышении цен. Шидляк ответил, что это невозможно. Прокопяк же сообщил демонстрантам, что положительное решение будет принято в течение часа-двух – и стал ждать прибытия силовиков. Впоследствии он вспоминал, как «стоял один перед опасной озлобленной толпой».
Именно в Радоме силовые структуры парадоксальным образом не ожидали особых волнений. В распоряжении воеводского коменданта милиции полковника М. Мозгавы не было достаточных сил. Около половины первого уличное шествие недовольных сообщением о повышении цен собрало до двадцати тысяч человек. Одновременно с мирным протестом развивались массовые беспорядки, происходили столкновения с милицией, были разгромлены около ста магазинов. В город срочно перебрасывались подразделения ЗОМО из Варшавы, Люблина, Лодзи, Кельце, курсанты милицейской школы из Щитно.
В два часа дня Прокопяк под охраной милиционеров и госбезопасности покинул здание воеводского комитета ПОРП. Информация о его уходе и отсутствии сообщений об отмене решения о ценах привела протестующих в негодование, они ворвались в здание и устроили погром: были выброшены в окна портреты Ленина, мебель повышенной комфортности, телевизоры и ковры, разграблен и разгромлен буфет. Был сорван партийный красный флаг, над зданием вывешено национальное знамя Польши. После этого здание было подожжено.
Тем временем в городе уже прибывали подразделения ЗОМО. В ходе ожесточённых уличных схваток два человека погибли (протестовавшие рабочие Тадеуш Зонбецкий и Ян Лабенцкий попали под колёса трейлера), десятки были ранены, сотни арестованы. Некоторые подверглись особой экзекуции ścieżka zdrowia ("путь здоровья") – прогон сквозь строй вооружённых дубинками милиционеров.

### Роль и последствия
Руководство подавлением непосредственно осуществлял заместитель министра внутренних дел генерал  Богуслав Стахура, командовал на месте заместитель главного коменданта милиции генерал  Станислав Зачковский, решение о силовом разгоне принималось в Варшаве на уровне политбюро ЦК ПОРП. Прокопяк не принимал заметного непосредственного участия. Однако он был главой партийной власти в городе и воеводстве, и массовое сознание возложило на него политическую ответственность за избиения протестующих.
Июньские события 1976 года обозначили в Польше важный исторический рубеж. Современные исследователи считают, что Эдвард Герек пережил психологический надлом, от которого впоследствии не оправился. Его политика приобретала консервативные и репрессивные черты. Он устроил грубую выволочку Прокопяку, кричал, что ему «наплевать на радомский бунт» и он «не забудет этого хулиганам». В то же время, несмотря на ЧП с крайне негативными последствиями, Прокопяк не утратил доверия высшего партийного руководства и остался на занимаемых постах.
Впоследствии Прокопяк писал, что специальная правительственная комиссия, которую возглавлял министр энергетики Анджей Шозда, готовила суровые экономические санкции против Радома – закрытие предприятий, массовые увольнения с «волчьими билетами», резкое сокращение жилищного строительства и продовольственного снабжения. Он прозрачно намекал, что избежать всего этого удалось именно его усилиями как первого секретаря. Так или иначе, эти меры не были приняты, власти предпочли отказаться от повышения цен. Введённые компенсации к зарплатам подстегнули инфляцию, ещё более приблизив острый кризис, разразившийся через четыре года.

## События начала 1980-х
Летом 1980 мощное забастовочное движение привело к созданию профсоюза «Солидарность». В Радоме образовался сильный профцентр «Солидарности» с опорой на крупных промышленных предприятиях — Металлический завод имени генерала Вальтера, машиностроительный завод ZREMB, вагоноремонтный завод, электротехнический завод (коллективы этих предприятий были активны и в протестах 1976 года). Председателем профцентра стал рабочий завода отопительного оборудования Анджей Соберай. Прокопяк занял к «Солидарности» резко враждебную позицию.
После смены высшего партийно-государственного руководства (первым секретарём ЦК ПОРП стал Станислав Каня, премьер-министром – сначала Юзеф Пиньковский, затем генерал Войцех Ярузельский) в партии выделились несколько течений: реформистские «горизонтальные структуры», прагматики-«центристы» (к ним относились Каня и Ярузельский) и консервативно-догматичный «партийный бетон». Прокопяк стал активным политиком «бетона». Он не принадлежал к «бетонному» руководитву, как члены политбюро Тадеуш Грабский, Стефан Ольшовский, Мирослав Милевский, Анджей Жабиньский или варшавский первый секретарь Станислав Кочёлек. Но он был видной фигурой «второго эшелона», наряду с такими функционерами региональных комитетов и аппарата ЦК, как Зыгмунт Найдовский, Казимеж Цыпрыняк, Станислав Мискевич, Здзислав Куровский, Влодзимеж Мокжищак, Роман Ней. Он призывал хранить марксистско-ленинские принципы ПОРП, резко выступал против «Солидарности» и необходимости реформ.
Со своей стороны, профцентр атаковал Прокопяка за партийный догматизм, публиковал материалы о незаконной постройке виллы первого секретаря. 6 марта 1981 радомская «Солидарность» объявила забастовку с требованием его отставки, отставок коменданта милиции Мозгавы и воеводы Романа Мацьковского – за их роль в событиях 1976 года. На следующий день после общегородского митинга с участием Леха Валенсы, 17 марта 1981, все трое были сняты со своих постов (Прокопяка сменил Богдан Прус, Мозгаву – Казимеж Отловский, Мацьковского – Феликс Войткун). Отстранение произошло неожиданно для самого Прокопяка: в тот день он находился на отдыхе в Варшаве и узнал о своей отставке из выпуска теленовостей.
Ещё четыре месяца он оставался членом ЦК ПОРП. В отчётах Министерства госбезопасности ГДР он причислялся к ведущим «представителям маркистско-ленинских сил ПОРП», наряду с такими крупными фигурами, как Жабиньский, Кочёлек, Станислав Чосек, генерал Влодзимеж Савчук. Он выдвинулся в авангард «бетонной оппозиции»: критиковал Станислава Каню и Казимежа Барциковского, пытался организовать выступление партактива против первого секретаря ЦК. В этом был значительный элемент мести за собственное отстранение. Своими главными противниками Прокопяк считал Каню и Мечислава Мочара, тогда члена политбюро и председателя Верховной контрольной палаты. Он активно включился в «бетонный заговор» на предсъездовском пленуме ЦК ПОРП в июне 1981 и вместе с Найдовским, Мискевичем, Савчуком выступил на стороне Грабского против Кани и Ярузельского. Но в ответ был одёрнут «центристами», тут же выступил с самокритикой и покорно признал даже свою ответственность за июнь 1976, уточняя лишь, что не был единственным виноватым.
На IX чрезвычайном съезде ПОРП в 1981 не был избран в состав ЦК. На этом его политическая деятельность фактически прекратилась. Он не принял никакого участия в дальнейших событиях в стране.

## Последние годы
Два десятилетия он держался в стороне от публичности. В 2001 издал книгу Radomski czerwiec '76: wspomnienia partyjnego sekretarza (Радомский июнь 1976: воспоминания партийного секретаря), в которой попытался не только обелить собственные действия в давних событиях, но и ставил под сомнение применение «ścieżka zdrowia». Группа познанских юристов подала иск в прокуратуру (публичное отрицание считающихся доказанными фактов в Польше может повлечь уголовное преследование). Однако прокуратура констатировала, что Прокопяк не отрицал «ścieżka zdrowia», а лишь выражал сомнение, то есть «не определился в позиции». Никакого обвинения против него выдвинуто не было.
Проживал в Варшаве, где и скончался в возрасте 86 лет.